# Isabel de los Ángeles Ruano
Isabel de los Ángele Ruano (sinh ngày 3/6/1945 tại Chiquimula) là một nhà văn, nhà thơ, nhà báo và nhà giáo người Guatemala. Năm 1954, cô cùng cha mẹ chuyển đến Mexico; họ trở lại Guatemala ba năm sau đó, sống ở nhiều địa điểm khác nhau trong Bộ Jutiapa và Sở Chiquimula. Tại Chiquimula, cô vào Học viện bình thường de Señoritas de Oriente. Cô tốt nghiệp từ Giáo dục Giáo dục Primaria Urbana với bằng tốt nghiệp của giáo viên năm 1964 ở tuổi 18. Năm 1966, cô tự mình đến Mexico, nơi cô xuất bản cuốn sách đầu tiên của mình, mang tên Cariátides, lời tựa của cuốn sách được viết bởi nhà thơ Tây Ban Nha León Felipe. Trở về Guatemala năm 1967, cô bắt đầu làm báo. Năm 1978, cô hoàn thành chương trình học đại học về Ngôn ngữ và Văn học Tây Ban Nha và Mỹ Latinh tại Đại học de San Carlos de Guatemala. Vào cuối những năm 1980, cô bắt đầu bị rối loạn tâm thần. Cô đã được Bộ Văn hóa trao tặng Giải thưởng Quốc gia về Văn học Miguel Ángel Asturias năm 2001. Mặc quần áo như một người đàn ông, cô đã sống vài năm ở colonia Justo Rufino Barrios, thành phố Guatemala,

## Tác phẩm được chọn

### Sách
- 1967: Cariátides
- 1988: Canto de amor a la cikish de Guatemala
- 1988: Torres y tatuajes
- 1999: Los del viento
- 2002: Café express
- 2006: Versos dorados

### Những bài thơ nổi tiếng nhất
- A Luis Cernuda.[3]
- Cantar indio.[4]
- Caricatura de la verdad.[5]
- Cinematógrafo.[6]
- Dolor.[7]
- El silencio cerrado.[8]
- Frente al espejo.[9]
- Hora sin soporte.[10]
- La noche.[7]
- Los del viento.[11]
- Los desterrados.[12]
- Mi casa y mi palabra.[13]
- Mis manos.[7]
- Muerte en el tiempo.[7]
- Onán.[14]
- Palabras a Ángela Figuera Aymerich.
- Poema de la sangre.[15]
- Tres poemas ágiles.[16]